# 片倉麻里衣
Mary KATAKURA, 片倉 麻里衣（かたくら まりい、1989年 - ）は、ヨーロッパで活躍するコンテンポラリーバレリーナ。

## 来歴
- 1989年 - 東京都に生まれる。3歳よりバレエ始める。 東京大学教育学部附属中等教育学校卒業後、熊川哲也主宰 K-BALLET SCHOOL 入学。
- 2012年 - 聖心女子大学卒業。
- 2012年 - ハンガリー国立バレエアカデミーに留学を経て、コンテンポラリーカンパニー　Budapest Dance Theatre 所属。
- ハンガリーの首都ブダペストを拠点に、ハンガリー内各都市、ヨーロッパ各地(イタリア、スロバキア、ポーランド、クロアチア、ロンドン、ルーマニア、フランスなど)で公演。ハンガリー国内のオーケストラとも度々公演。ソルノク市響オーケストラ(音楽総合監督:井崎正浩)らとは、毎年ニューイヤーコンサートで共演。
- 2016年 - ハンガリー国立バレエ団との共同プロダクションとして、"火星年代記"をオペラ座で公演
- 2015年 - 熊本大震災チャリティコンサート 出演
- 2017年 - FINA2017）（2017年世界水泳選手権、ブダペスト）の開会式にダンサーとして出演後、拠点をフランスのパリに移す。